# ハリファックス郡 (バージニア州)
ハリファックス郡（英: Halifax County）は、アメリカ合衆国バージニア州の南部に位置する郡である。2010年国勢調査での人口は36,241人であり、2000年の37,355人から3.0%減少した。郡庁所在地はハリファックス町（人口1,309人）であり、同郡で人口最大の町はサウスボストン町（人口8,142人）である。

## 歴史

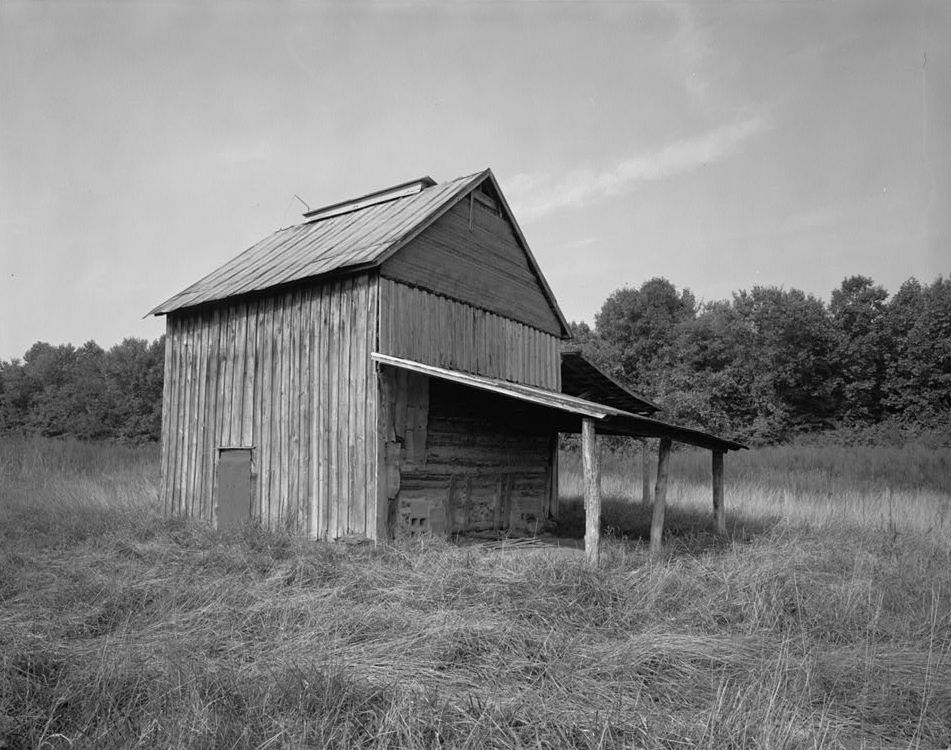
ハリファックス郡エッジウッド農園のタバコ倉庫

ハリファックス郡となった地域は数千年前から先住民族の様々な文化があり、イギリス人開拓者が入ってきたときはスー語族のインディアンが住んでいた。ハリファックス郡は1752年にルーネンバーグ郡から分離し、イギリス人開拓者が設立した。郡名は、「植民地の父」と呼ばれた第2代ハリファックス伯爵ジョージ・モンタギュー＝ダンクに因んで名付けられた。

## 地理
アメリカ合衆国国勢調査局に拠れば、郡域全面積は830平方マイル (2,149.7 km2)であり、このうち陸地819平方マイル (2,121.2 km2)、水域は10平方マイル (25.9 km2)で水域率は1.24%である。
1990年国勢調査まで、郡内にあるサウスボストン市は別の郡内にあった。1995年7月1日に町となり、ハリファックス郡に入った。

### 主要高規格道路
- アメリカ国道58号線
- アメリカ国道360号線
- アメリカ国道501号線
- バージニア州道34号線
- バージニア州道40号線
- バージニア州道49号線
- バージニア州道92号線
- バージニア州道96号線
- バージニア州道129号線
- バージニア州道304号線

### 隣接する郡
- キャンベル郡 - 北西
- シャーロット郡 - 北東
- メクレンバーグ郡 - 東
- グランビル郡 (ノースカロライナ州) - 南東
- パーソン郡 (ノースカロライナ州) - 南
- キャスウェル郡 (ノースカロライナ州) - 南西
- ピットシルベニア郡 - 西

## 人口動態

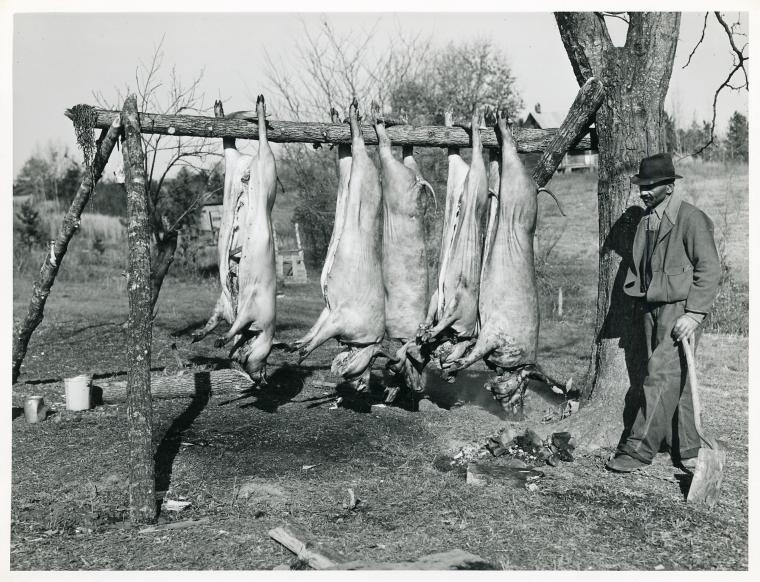
ミルトン・パーイヤー・プレースでの豚の料理、1939年、マリオン・ポスト・ウォルコット撮影

以下は2000年国勢調査による人口統計データである。
| 基礎データ - 人口: 37,355人 - 世帯数: 15,018 世帯 - 家族数: 10,512 家族 - 人口密度: 18人/km2（46人/mi2） - 住居数: 16,953軒 - 住居密度: 8軒/km2（21軒/mi2） 人種別人口構成 - 白人: 60.32% - アフリカン・アメリカン: 38.02% - ネイティブ・アメリカン: 0.20% - アジア人: 0.24% - 太平洋諸島系: 0.01% - その他の人種: 0.44% - 混血: 0.77% - ヒスパニック・ラテン系: 1.23% 年齢別人口構成 - 18歳未満: 23.4% - 18-24歳: 6.9% - 25-44歳: 26.4% - 45-64歳: 26.3% - 65歳以上: 17.1% - 年齢の中央値: 41歳 - 性比（女性100人あたり男性の人口） - 総人口: 90.8 - 18歳以上: 86.7 | 世帯と家族（対世帯数） - 18歳未満の子供がいる: 28.6% - 結婚・同居している夫婦: 51.2% - 未婚・離婚・死別女性が世帯主: 14.8% - 非家族世帯: 30.0% - 単身世帯: 27.4% - 65歳以上の老人1人暮らし: 13.1% - 平均構成人数 - 世帯: 2.43人 - 家族: 2.94人 収入と家計 - 収入の中央値 - 世帯: 38,140米ドル - 家族: 46,758米ドル - 性別 - 男性: 37,165米ドル - 女性: 21,667米ドル - 人口1人あたり収入: 16,769米ドル - 貧困線以下 - 対人口: 12.7% - 対家族数: 10.4% - 18歳未満: 15.0% - 65歳以上: 12.5% |

## 町
- ハリファックス - 郡庁所在地
- スコッツバーグ
- サウスボストン
- バージリナ

### 未編入の町
- オールトン
- クローバー
- クラスタースプリングス
- コーディ
- ナタリー
- オメガ
- ターブビル
- バーノンヒル